# 28.ª División Antiaérea
La 28.ª División Antiaérea (28. Flak-División) fue una unidad militar de la Luftwaffe durante la Segunda Guerra Mundial.

## Historia
Formada en octubre de 1944 en Stuttgart desde la 9.º Brigada Antiaérea, para la defensa aérea en el área de Baden-Württemberg-Oberrhein. Se rindió en mayo de 1945.

## Comandantes
- Coronel Hans-Jürgen Heckmanns – (24 de octubre de 1944 – 23 de noviembre de 1944)
- Mayor general Kurt von Ludwig – (24 de noviembre de 1944 – 5 de mayo de 1945)

### Jefes de Operaciones (Ia)
- Mayor Hermann Bubendey – (15 de diciembre de 1944 – mayo de 1945)

## Orden de Batalla
Organización del 1 de noviembre de 1944:
- 68.º Regimiento Antiaéreo (o) (Grupo Antiaéreo Karlsruhe)
- 130.º Regimiento Antiaéreo (o) (Grupo Antiaéreo Friedrichshafen* )
- 139.º Regimiento Antiaéreo (o) (Grupo Antiaéreo Stuttgart)
- 69.º Regimiento Antiaéreo (motorizada)
- 148.º Batallón de Comunicaciones Aérea

Termina la acción en el área de Upper Rhein (Alsacia y Schwarzwald). En febrero de 1945 el Cuartel General en Herrenalb. Rindiéndose en mayo de 1945.
Subordinada por el V Comando Administrativo Aéreo, y desde diciembre de 1944 el IV Cuerpo Antiaéreo.
- Posiblemente conocida como Grupo Antiaéreo Freiburg.